# Agathon Klemt
Agathon Klemt est un historien d'art et un peintre né à Prague en 1830, décédé au même lieu le 5 juillet 1889. Il fit ses études de philosophie et de pratiques artistiques à Vienne.
Son œuvre peint est assez rare on citera un Festin oriental, huile sur toile de 2,60 m par 5,10 m, signée et datée D. Ag. Klemt 1873, passée en vente à deux reprises. Par ailleurs sont souvent citées des œuvres décoratives pour le palais des glaces de Munich ou le Palais d'Hiver de Prague

## Publication
- Gabriel Max und seine Werke, Gesellschaft für moderne Kunst, Vienne 1886.